# 古斯塔沃·洛佩斯
古斯塔沃·阿德里安·洛佩斯（西班牙語：Gustavo Adrián López，1973年4月13日—），阿根廷男子足球运动员，司职边锋。他曾代表阿根廷国家队参加1996年夏季奥林匹克运动会足球比赛，获得一枚银牌。